# بخش مرکزی شهرستان گرمی
بخش مرکزی شهرستان گرمی یکی از بخش‌های تابعه شهرستان گرمی در استان استان اردبیل ایران است.

## تقسیمات کشوری
- بخش مرکزی شهرستان گرمی
  - دهستان اجارود غربی
  - دهستان اجارود مرکزی

شامل روستاهای: اوجاق الازار، سینه‌سر، امراهلو، ایلخچی سفلی، حسن کندی، خانبلاغی، زنگیر، اژدرلو، القناب، ایلخچی علیا، حمزه خانلو، قهرامانلو، ماه پری** دهستان انی
- - دهستان اجارود شمالی

شهرها: گرمی

## جمعیت
بنابر سرشماری مرکز آمار ایران، جمعیت بخش مرکزی شهرستان گرمی در سال ۱۳۸۵ برابر با ۴۹۷۵۱ نفر بوده است.